# Placentonema gigantissimum
Placentonema
Genre
Espèce
Placentonema gigantissimum, unique représentant du genre Placentonema, est une espèce géante de nématodes de la famille des Tetrameridae. 

## Description
Placentonema gigantissimum est un parasite du placenta du Grand cachalot. Ce serait le nématode le plus grand jamais décrit, avec une longueur atteignant 8,4 m et un diamètre de 2,5 cm. Il a été découvert dans les années 1950 vers les îles Kouriles.

## Classification
Le genre Placentonema et l'espèce Placentonema gigantissimum ont été décrits en 1951 par le biologiste russo-soviétique Nikolai M. Gubanov (d) (1923-1974).
Placentonema gigantissimum a pour synonyme Placentonema gigantissima Gubanov, 1951 (au suffixe incorrect).

### Publication originale
- (ru) N.M. Gubanov, « Giant nematoda from the placenta of Cetacea; Placentonema gigantissima nov. gen., nov. sp. », Doklady Akademii nauk SSSR, vol. 77, no 6,‎ 21 avril 1951, p. 1123-1125 (ISSN 0002-3264, lire en ligne)